# Castéra-Lectourois
Pour les articles homonymes, voir Castéra.
Castéra-Lectourois (Lo Casterar Leitorés en occitan) est une commune française située dans le nord du département du Gers en région Occitanie. Sur le plan historique et culturel, la commune est dans la Lomagne, une ancienne circonscription de la province de Gascogne ayant titre de vicomté, surnommée « Toscane française ».
Exposée à un climat océanique altéré, elle est drainée par le Gers, le ruisseau de Maurens et par divers autres petits cours d'eau.
Castéra-Lectourois est une commune rurale qui compte 337 habitants en 2022, après avoir connu un pic de population de 915 habitants en 1821. Elle fait partie de l'aire d'attraction de Lectoure. Ses habitants sont appelés les Castéralais ou  Castéralaises.
Le patrimoine architectural de la commune comprend un immeuble protégé au titre des monuments historiques : l'église Sainte-Madeleine, classée en 1986.

## Géographie

### Localisation
La commune de Castéra-Lectourois se situe dans le canton de Lectoure-Lomagne et dans l'arrondissement de Condom, dans la vallée du Gers. Le centre de Castéra-Lectourois est à 7 km au nord de Lectoure.

### Communes limitrophes
Les communes limitrophes sont  Lectoure, Saint-Avit-Frandat, Saint-Martin-de-Goyne, Saint-Mézard et Sempesserre.
| Saint-Mézard          | Sempesserre        |                    |
| Saint-Martin-de-Goyne | Castéra-Lectourois | Saint-Avit-Frandat |
|                       | Lectoure           |                    |

### Géologie et relief
Castéra-Lectourois se situe en zone de sismicité 2 (sismicité faible).

### Hydrographie

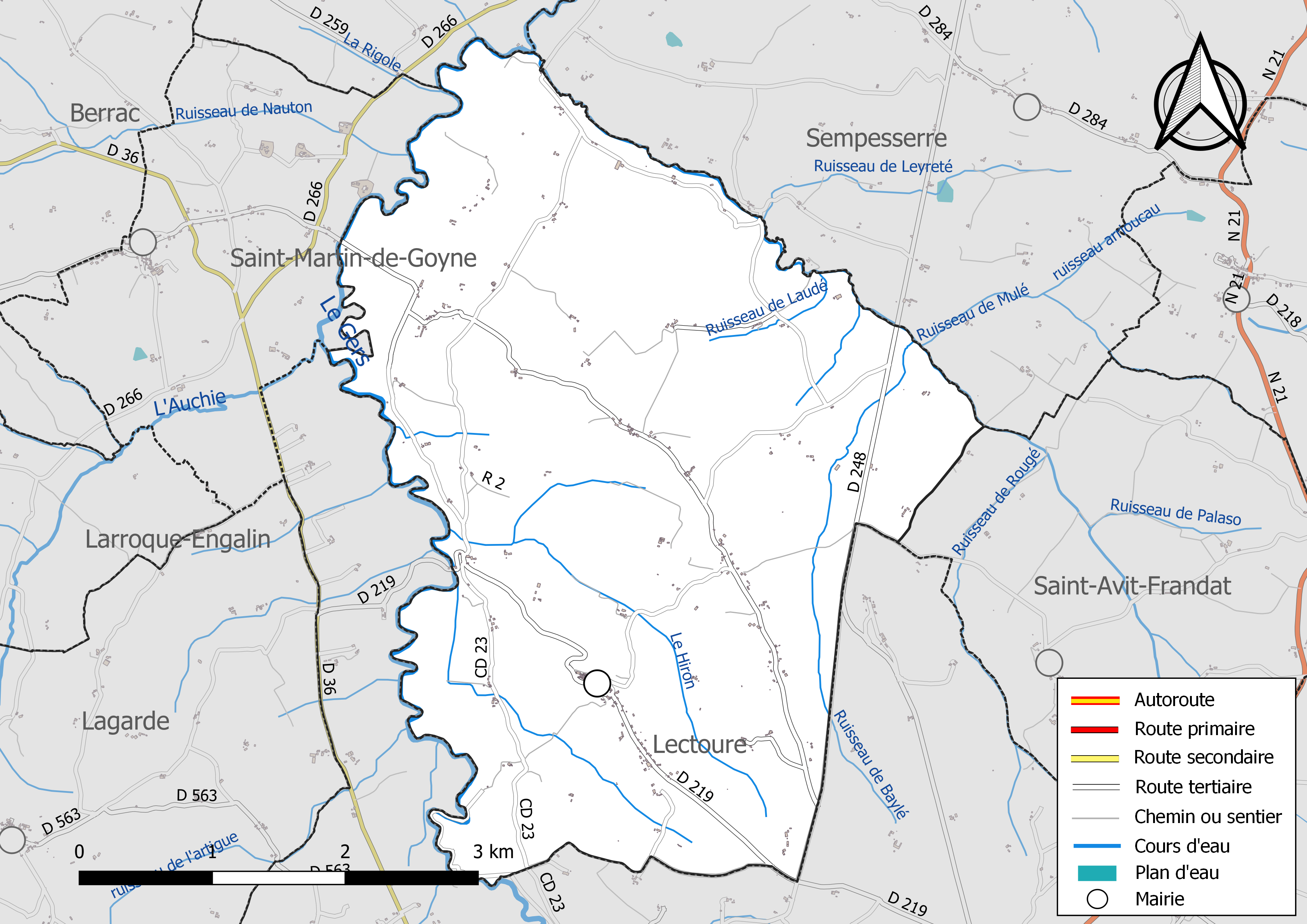
Réseaux hydrographique et routier de Castéra-Lectourois.

La commune est dans le bassin de la Garonne, au sein du bassin hydrographique Adour-Garonne. Elle est drainée par le Gers, le ruisseau de Maurens, le Hiron, le ruisseau de Baylé, le ruisseau de la montée, le ruisseau de Laudé, le ruisseau de Nauton et par divers petits cours d'eau, qui constituent un réseau hydrographique de 20 km de longueur totale,.
Le Gers, d'une longueur totale de 175,4 km, prend sa source dans la commune de Lannemezan et s'écoule vers le nord. Il traverse la commune et se jette dans la Garonne à Layrac, après avoir traversé 47 communes.

### Climat
Pour des articles plus généraux, voir Climat de l'Occitanie et Climat du Gers.
En 2010, le climat de la commune est de type climat du Bassin du Sud-Ouest, selon une étude s'appuyant sur une série de données couvrant la période 1971-2000. En 2020, Météo-France publie une typologie des climats de la France métropolitaine dans laquelle la commune est exposée à un climat océanique altéré et est dans la région climatique Aquitaine, Gascogne, caractérisée par une pluviométrie abondante au printemps, modérée en automne, un faible ensoleillement au printemps, un été chaud (19,5 °C), des vents faibles, des brouillards fréquents en automne et en hiver et des orages fréquents en été (15 à 20 jours).
Pour la période 1971-2000, la température annuelle moyenne est de 13,1 °C, avec une amplitude thermique annuelle de 15,7 °C. Le cumul annuel moyen de précipitations est de 742 mm, avec 10,3 jours de précipitations en janvier et 6,2 jours en juillet. Pour la période 1991-2020, la température moyenne annuelle observée sur la station météorologique la plus proche, située sur la commune de Mauroux à 18 km à vol d'oiseau, est de 14,0 °C et le cumul annuel moyen de précipitations est de 677,6 mm,. Pour l'avenir, les paramètres climatiques de la commune estimés pour 2050 selon différents scénarios d’émission de gaz à effet de serre sont consultables sur un site dédié publié par Météo-France en novembre 2022.

### Milieux naturels et biodiversité
Aucun espace naturel présentant un intérêt patrimonial n'est recensé sur la commune dans l'inventaire national du patrimoine naturel,,.

## Urbanisme

### Typologie
Au 1er janvier 2024, Castéra-Lectourois est catégorisée commune rurale à habitat très dispersé, selon la nouvelle grille communale de densité à sept niveaux définie par l'Insee en 2022.
Elle est située hors unité urbaine. Par ailleurs la commune fait partie de l'aire d'attraction de Lectoure, dont elle est une commune de la couronne,. Cette aire, qui regroupe 13 communes, est catégorisée dans les aires de moins de 50 000 habitants,.

### Occupation des sols
L'occupation des sols de la commune, telle qu'elle ressort de la base de données européenne d’occupation biophysique des sols Corine Land Cover (CLC), est marquée par l'importance des territoires agricoles (96,8 % en 2018), une proportion sensiblement équivalente à celle de 1990 (97,2 %). La répartition détaillée en 2018 est la suivante : 
terres arables (81,3 %), zones agricoles hétérogènes (15,5 %), milieux à végétation arbustive et/ou herbacée (1,7 %), forêts (1,5 %). L'évolution de l’occupation des sols de la commune et de ses infrastructures peut être observée sur les différentes représentations cartographiques du territoire : la carte de Cassini (XVIIIe siècle), la carte d'état-major (1820-1866) et les cartes ou photos aériennes de l'IGN pour la période actuelle (1950 à aujourd'hui).

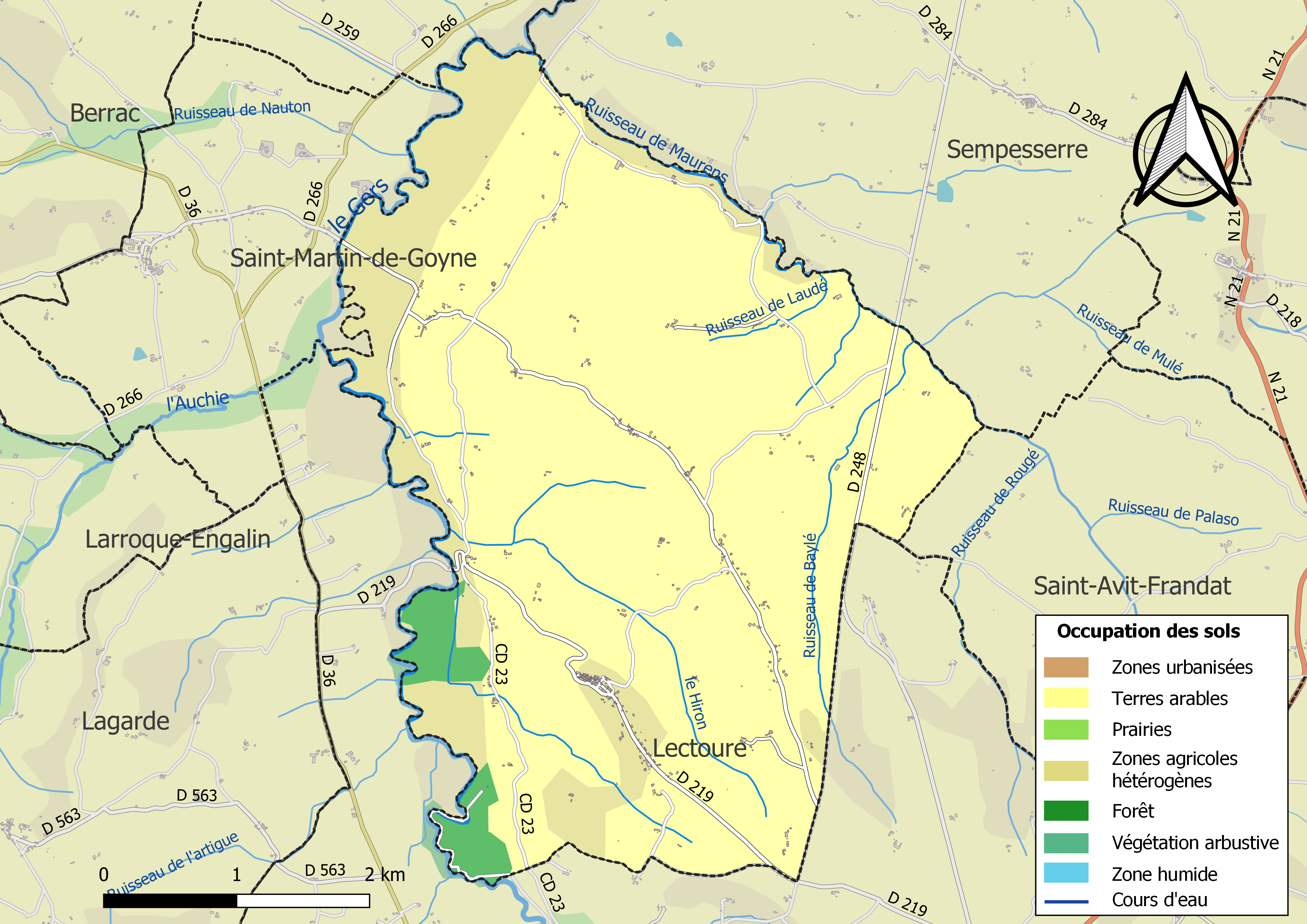
Carte des infrastructures et de l'occupation des sols de la commune en 2018 (CLC).

### Risques majeurs
Le territoire de la commune de Castéra-Lectourois est vulnérable à différents aléas naturels : météorologiques (tempête, orage, neige, grand froid, canicule ou sécheresse), inondations et séisme (sismicité très faible). Un site publié par le BRGM permet d'évaluer simplement et rapidement les risques d'un bien localisé soit par son adresse soit par le numéro de sa parcelle.
Certaines parties du territoire communal sont susceptibles d’être affectées par le risque d’inondation par débordement de cours d'eau, notamment le Gers. La cartographie des zones inondables en ex-Midi-Pyrénées réalisée dans le cadre du XIe Contrat de plan État-région, visant à informer les citoyens et les décideurs sur le risque d’inondation, est accessible sur le site de la DREAL Occitanie. La commune a été reconnue en état de catastrophe naturelle au titre des dommages causés par les inondations et coulées de boue survenues en 1999 et 2009,.

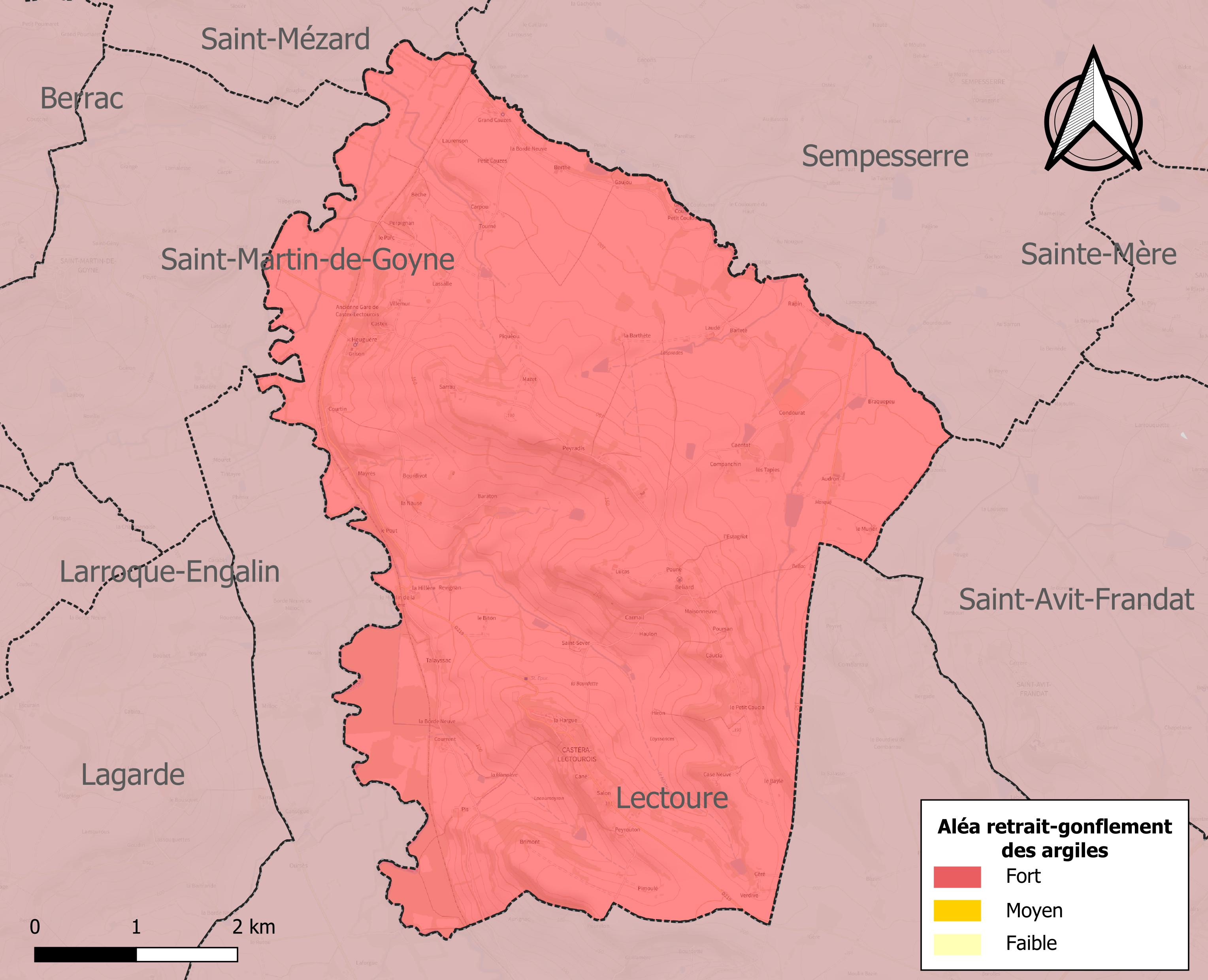
Carte des zones d'aléa retrait-gonflement des sols argileux de Castéra-Lectourois.

Le retrait-gonflement des sols argileux est susceptible d'engendrer des dommages importants aux bâtiments en cas d’alternance de périodes de sécheresse et de pluie. La totalité de la commune est en aléa moyen ou fort (94,5 % au niveau départemental et 48,5 % au niveau national). Sur les 194 bâtiments dénombrés sur la commune en 2019, 194 sont en aléa moyen ou fort, soit 100 %, à comparer aux 93 % au niveau départemental et 54 % au niveau national. Une cartographie de l'exposition du territoire national au retrait gonflement des sols argileux est disponible sur le site du BRGM,.
Par ailleurs, afin de mieux appréhender le risque d’affaissement de terrain, l'inventaire national des cavités souterraines permet de localiser celles situées sur la commune.
Concernant les mouvements de terrains, la commune a été reconnue en état de catastrophe naturelle au titre des dommages causés par la sécheresse en 2012 et 2017 et par des mouvements de terrain en 1999.

## Toponymie
Le nom de Castéra, fréquent dans le Sud-Ouest, vient du gascon casterar et désigne l’emplacement d’un castrum (village fortifié sur une hauteur, et non un simple château). Le nom gascon Lo Casterar, avec article, implique l’usage en français d’appeler le village « Le Castéra-Lectourois ».

## Histoire
Castéra Lectourois, était nommé en 1834 par le Sous Préfet de Condom, le « Petit Lectoure ». Ayant la même structuration, rue centrale délimitant deux îlots de constructions (« Darre lo Soc » au sud, « Darre Houquet » au nord), des remparts épousant les contours de la corniche calcaire, ainsi que deux châteaux (un à chaque extrémité) dont il ne reste aujourd’hui que quelques vestiges.
Le terme de « castéra est une variante de « Castelnau » liée à son rôle de défense avancée du Château des Comtes d’Armagnac.
L’église fragilisée par sa situation sur un sous-sol composé de calcaire fracturé, connaîtra en 1878 des dommages provoqués par la foudre suivi en 1895 par un incendie qui détruisit la toiture et la voûte.
En 1986 l’église est classée monument historique et fermée au public en 1989.
Les municipalités successives ont eu pour but de restaurer l’édifice jusqu’au parfait achèvement des travaux en 2016.

## Politique et administration

### Liste des maires
| Période                                  | Période  | Identité          | Étiquette | Qualité |
| ---------------------------------------- | -------- | ----------------- | --------- | ------- |
| 1790                                     |          | Dieuzaide         |           |         |
| 1792                                     |          | Dauraud           |           |         |
| 1792                                     |          | Cluzet            |           |         |
| 1816                                     |          | Descat            |           |         |
| 1828                                     |          | François Lasserre |           |         |
| 1848                                     |          | Augustin Dupouy   |           |         |
| 1848                                     |          | François Lasserre |           |         |
| 1852                                     |          | Augustin Dupouy   |           |         |
| 1870                                     |          | Peres             |           |         |
| 1871                                     |          | Augustin Dupouy   |           |         |
| 1874                                     |          | Joseph Castanet   |           |         |
| 1881                                     |          | Michel Dupont     |           |         |
| 1892                                     |          | Dominique Denux   |           |         |
| 1908                                     |          | Olivier Darrous   |           |         |
| 1925                                     |          | Joseph Darrous    |           |         |
| 1929                                     |          | Eugène Lafforgue  |           |         |
| 1945                                     |          | Max Truilhe       |           |         |
| 1947                                     |          | Emile Laboubee    |           |         |
| 1952                                     |          | Louis Coustere    |           |         |
| 1959                                     |          | Alcée Rizon       |           |         |
| 1989                                     | 2001     | Gisèle Maire      |           |         |
| 2001                                     | 2020     | Guy Verdier       | DVG       |         |
| mai 2020                                 | En cours | Michel Pascau     |           |         |
| Les données manquantes sont à compléter. |          |                   |           |         |

## Population et société

### Démographie
L'évolution du nombre d'habitants est connue à travers les recensements de la population effectués dans la commune depuis 1793. Pour les communes de moins de 10 000 habitants, une enquête de recensement portant sur toute la population est réalisée tous les cinq ans, les populations de référence des années intermédiaires étant quant à elles estimées par interpolation ou extrapolation. Pour la commune, le premier recensement exhaustif entrant dans le cadre du nouveau dispositif a été réalisé en 2007.

En 2022, la commune comptait 337 habitants, en évolution de −2,88 % par rapport à 2016 (Gers : +1,04 %, France hors Mayotte : +2,11 %).
| 1793 | 1800 | 1806 | 1821 | 1831 | 1841 | 1846 | 1851 | 1856 |
| ---- | ---- | ---- | ---- | ---- | ---- | ---- | ---- | ---- |
| 850  | 817  | 859  | 915  | 911  | 906  | 904  | 852  | 833  |

| 1861 | 1866 | 1872 | 1876 | 1881 | 1886 | 1891 | 1896 | 1901 |
| ---- | ---- | ---- | ---- | ---- | ---- | ---- | ---- | ---- |
| 765  | 782  | 783  | 677  | 676  | 665  | 602  | 588  | 591  |

| 1906 | 1911 | 1921 | 1926 | 1931 | 1936 | 1946 | 1954 | 1962 |
| ---- | ---- | ---- | ---- | ---- | ---- | ---- | ---- | ---- |
| 552  | 580  | 505  | 490  | 492  | 422  | 383  | 450  | 382  |

| 1968 | 1975 | 1982 | 1990 | 1999 | 2006 | 2007 | 2012 | 2017 |
| ---- | ---- | ---- | ---- | ---- | ---- | ---- | ---- | ---- |
| 307  | 245  | 223  | 241  | 296  | 298  | 298  | 325  | 350  |

| 2022 | - | - | - | - | - | - | - | - |
| ---- | - | - | - | - | - | - | - | - |
| 337  | - | - | - | - | - | - | - | - |

## Économie

### Revenus
En 2018  (données Insee publiées en septembre 2021), la commune compte 138 ménages fiscaux, regroupant 336 personnes. La médiane du revenu disponible par unité de consommation est de 21 900 € (20 820 € dans le département).

### Emploi
|                | 2008  | 2013  | 2018  |
| -------------- | ----- | ----- | ----- |
| Commune        | 5,2 % | 6,7 % | 7,2 % |
| Département    | 6,1 % | 7,5 % | 8,2 % |
| France entière | 8,3 % | 10 %  | 10 %  |

En 2018, la population âgée de 15 à 64 ans s'élève à 194 personnes, parmi lesquelles on compte 75,7 % d'actifs (68,5 % ayant un emploi et 7,2 % de chômeurs) et 24,3 % d'inactifs,. Depuis 2008, le taux de chômage communal (au sens du recensement) des 15-64 ans est inférieur à celui de la France et du département.
La commune fait partie de la couronne de l'aire d'attraction de Lectoure, du fait qu'au moins 15 % des actifs travaillent dans le pôle,. Elle compte 54 emplois en 2018, contre 67 en 2013 et 61 en 2008. Le nombre d'actifs ayant un emploi résidant dans la commune est de 136, soit un indicateur de concentration d'emploi de 39,8 % et un taux d'activité parmi les 15 ans ou plus de 52,2 %.
Sur ces 136 actifs de 15 ans ou plus ayant un emploi, 45 travaillent dans la commune, soit 33 % des habitants. Pour se rendre au travail, 76,5 % des habitants utilisent un véhicule personnel ou de fonction à quatre roues, 1,5 % les transports en commun, 1,4 % s'y rendent en deux-roues, à vélo ou à pied et 20,6 % n'ont pas besoin de transport (travail au domicile).

### Activités hors agriculture
28 établissements sont implantés  à Castéra-Lectourois au 31 décembre 2019. Le tableau ci-dessous en détaille le nombre par secteur d'activité et compare les ratios avec ceux du département,.
Le secteur des activités spécialisées, scientifiques et techniques et des activités de services administratifs et de soutien est prépondérant sur la commune puisqu'il représente 28,6 % du nombre total d'établissements de la commune (8 sur les 28 entreprises implantées  à Castéra-Lectourois), contre 14,4 % au niveau départemental.

### Agriculture
La commune est dans le « Haut-Armagnac », une petite région agricole occupant le centre du département du Gers. En 2020, l'orientation technico-économique de l'agriculture  sur la commune est l'exploitation de grandes cultures (hors céréales et oléoprotéagineuses).
|               | 1988  | 2000  | 2010  | 2020  |
| ------------- | ----- | ----- | ----- | ----- |
| Exploitations | 31    | 21    | 18    | 17    |
| SAU (ha)      | 1 475 | 1 342 | 1 315 | 1 360 |

Le nombre d'exploitations agricoles en activité et ayant leur siège dans la commune est passé de 31 lors du recensement agricole de 1988  à 21 en 2000 puis à 18 en 2010 et enfin à 17 en 2020, soit une baisse de 45 % en 32 ans. Le même mouvement est observé à l'échelle du département qui a perdu pendant cette période 51 % de ses exploitations,. La surface agricole utilisée sur la commune a également diminué, passant de 1 475 ha en 1988 à 1 360 ha en 2020. Parallèlement la surface agricole utilisée moyenne par exploitation a augmenté, passant de 48 à 80 ha.

## Culture locale et patrimoine

### Lieux et monuments
- Église Sainte-Madeleine

### Personnalités liées à la commune
- Auguste Boué de Lapeyrère (Castéra-Lectourois, 1852 - Pau, 1924), amiral français.